# Trigonosporus acanthogobii
Trigonosporus acanthogobii is een microscopische parasiet uit de familie Myxobolidae. Trigonosporus acanthogobii werd in 1952 beschreven door Hoshina. 